# Osijek
Osijek (en hongrois : Eszék) est une ville et une municipalité de Croatie, située en Slavonie, dans le comitat d'Osijek-Baranja. La ville s'étend sur la rive droite de la Drave.
La ville comptait environ 130 000 habitants en 1991 avant la Guerre de Croatie. Au recensement de 2001, la municipalité comptait 114 616 habitants, dont 86,58 % de Croates et 7,65 % de Serbes et la ville seule comptait 90 411 habitants.
C'est la quatrième ville de Croatie, et la principale de la Slavonie, dont elle est la capitale économique et culturelle. Elle est située à 30 km de la frontière avec la Hongrie et à 20 km de la frontière avec la Serbie.
En plus de nombreux musées et théâtres, la ville compte également une importante université.
En outre, Osijek possède de nombreux parcs.

## Histoire
Elle a été fondée au Ier siècle par l'Empire romain, recevant le nom de Colonia Aelia Mursa en 133.
C'est ici qu'eut lieu la grande et sanglante bataille de Mursa, en septembre 351, entre l'empereur Romain Constance II et l'usurpateur Magnence, qui causa 54 000 morts parmi les légionnaires des deux camps, ce dont l’armée romaine ne se remit jamais.
La région subit des pressions des Goths, puis des Avars, enfin des Slaves.
La ville est possession féodale de la famille Kórógyi en 1353-1472.
Elle est détruite par l'invasion ottomane de 1526.
La ville est rebâtie à l'orientale autour d'un important poste militaire ottoman.
Le pont d'Osijek, bâti par le sultan ottoman Soliman le Magnifique en 1566, traverse la Drave et plusieurs marais en s'appuyant sur plusieurs îlots de terre ferme. Long de 8 565 pas et large de 17 (soit 12 850 mètres sur 25,5 environ), il passe longtemps pour le plus long d'Europe et peut-être du monde. Il a joué un rôle stratégique important dans la guerre hongro-ottomane et les guerres austro-turques.
Depuis le départ des Turcs en 1687 et le Traité de Karlowitz (1699), la ville (au nom bilingue Osiek - Essek depuis 1870) fait partie de la monarchie autrichienne (empire d'Autriche) jusqu'en 1918, dans la province de Croatie-Slavonie en 1850. Après le compromis de 1867, elle est intégrée au Royaume de Croatie-Slavonie dans la Transleithanie, dépendant du Royaume de Hongrie.
Sur le site de la colonie romaine puis ottomane, on construit au XVIIIe siècle une imposante ville-forteresse ouest-européenne (en partie restaurée), doublée outre-Drave d'un redoutable poste avancé, dont les fortifications détruites ont en grande partie disparu (pour réutilisation des matériaux), à part les souterrains. Au XIXe siècle, la ville nouvelle, ouverte, commerçante, est bâtie dans le prolongement nord. Au XXe siècle, la ville moderne s'étend dans toutes les directions dans la boucle de la rivière.
En 1941, la synagogue d'Osijek (de) (1861) est incendiée.
En 1942, est installé le camp de concentration de Tenje (de).
Plus tard, la raffinerie de pétrole d'Osijek est bombardée.
En 1991-1992, s'y déroule la bataille d'Osijek (de). 
Avec la paix, vient le temps des nouveaux aménagements, dont la transformation de l'Outre-Drave en espace de loisirs (plantations, parc de jeux, pont piétonnier, pistes cyclables, pistes piétonnes...), la mise aux normes ouest européennes de la gare routière et du tramway.

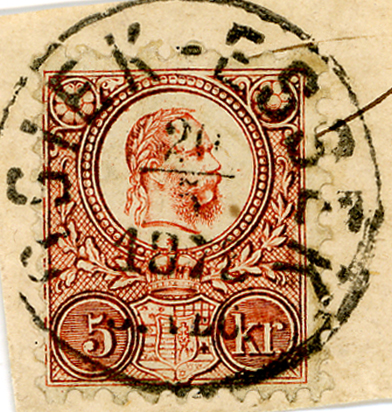
Noms croate et allemand, Royaume de Hongrie en 1873.
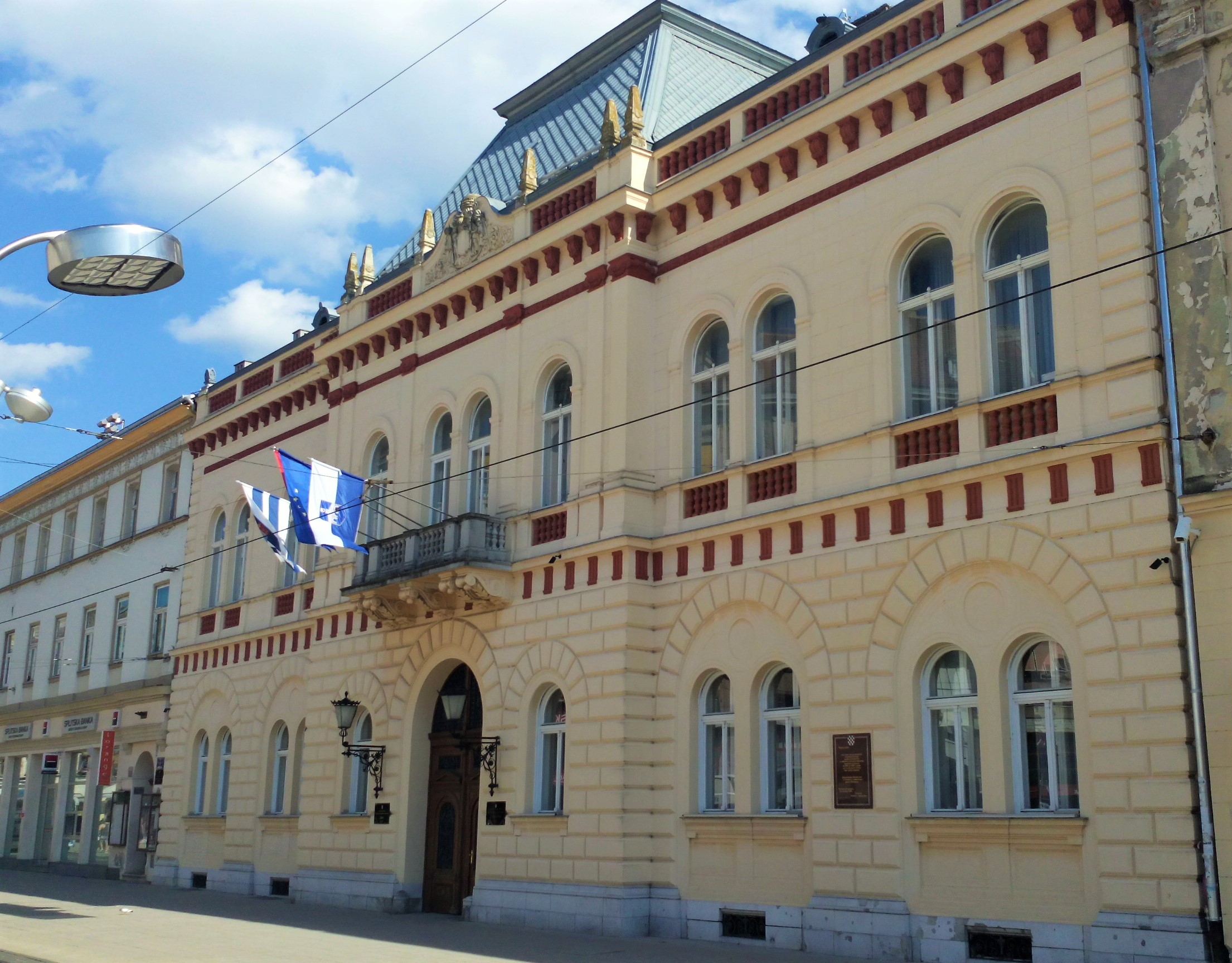
Le palais Normann, bâtiment du gouvernement du comté d'Osijek-Baranja, construit en 1894.
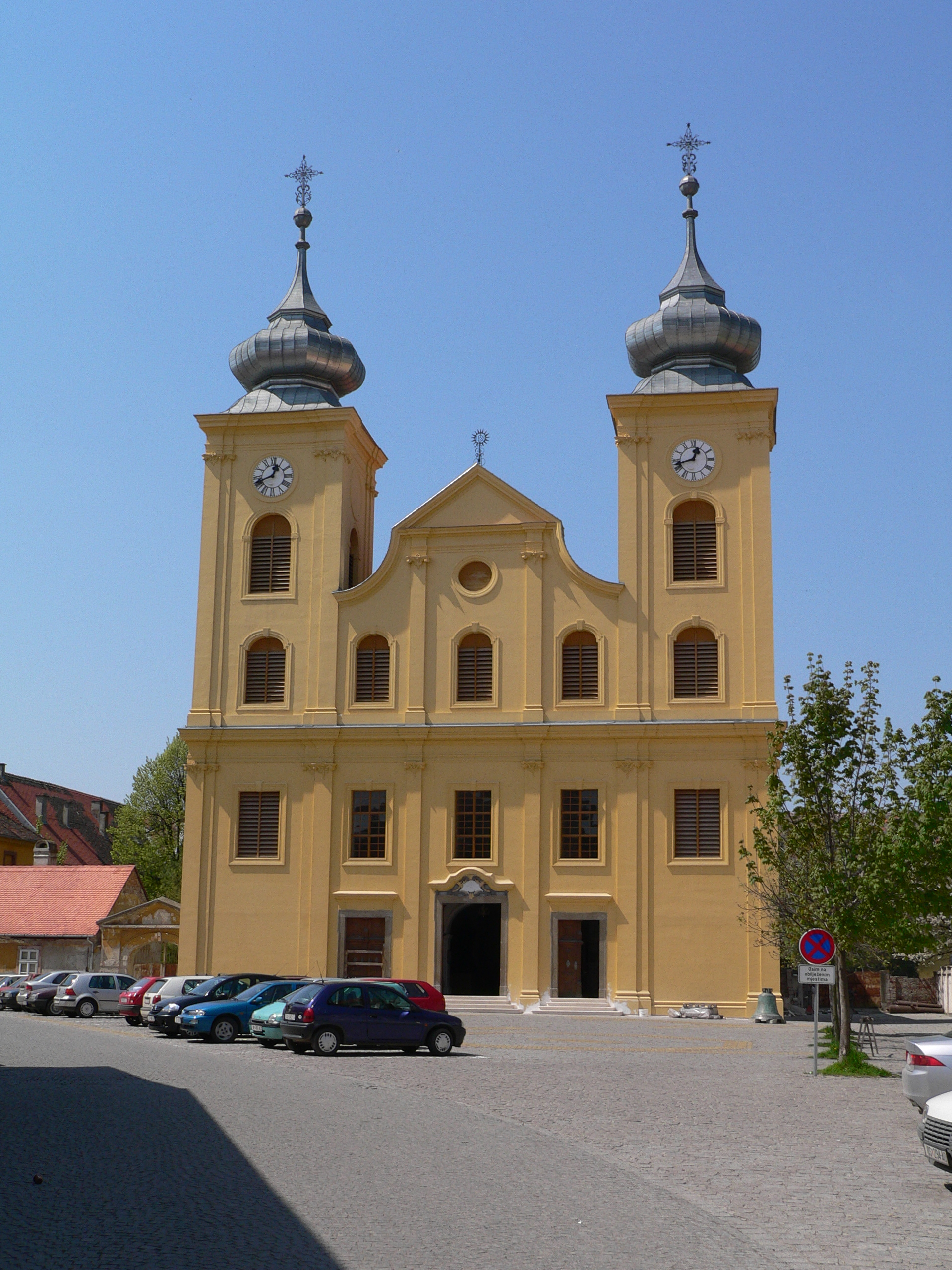
L'église Saint-Michel.
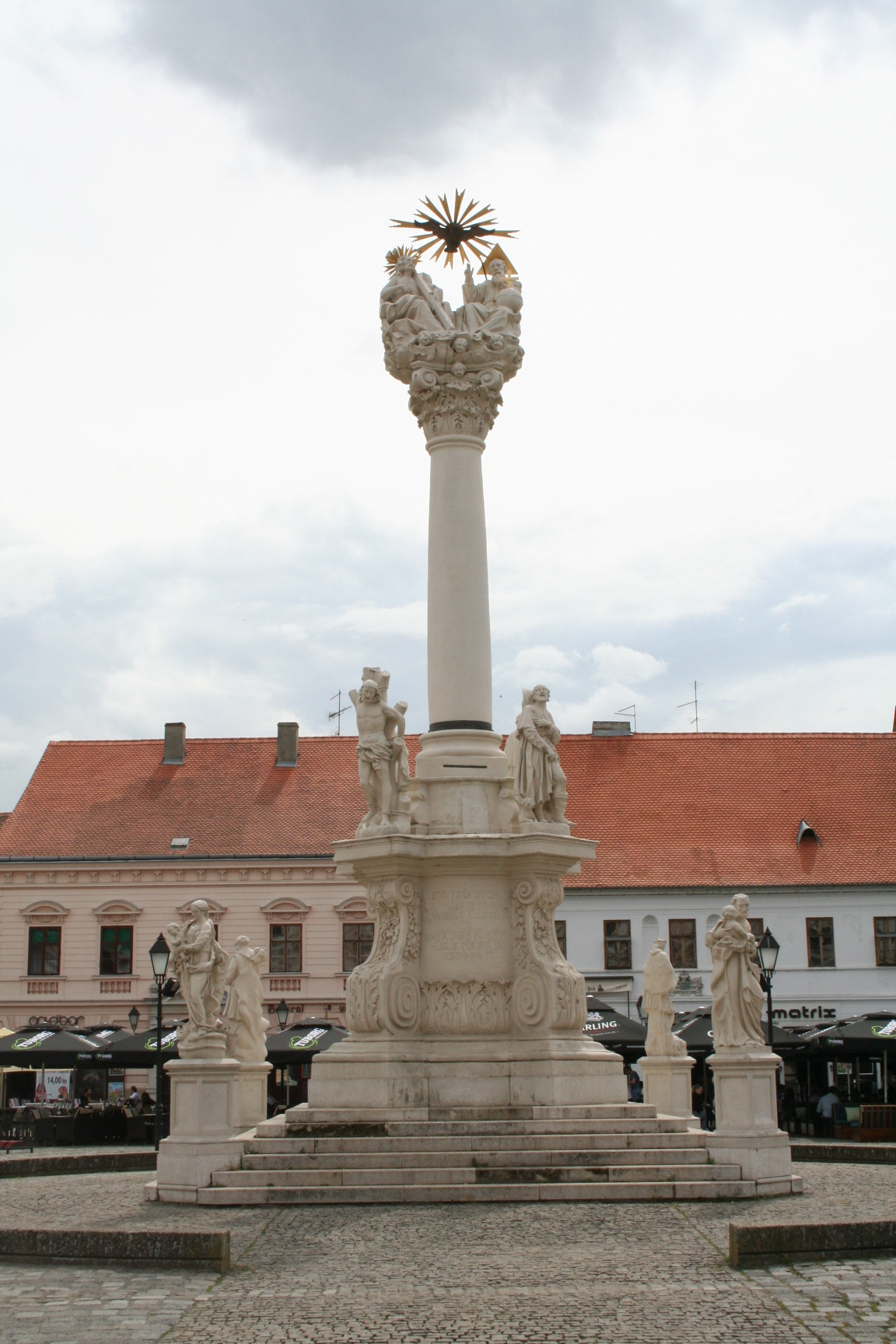
Statue votive de la Sainte-Trinité.
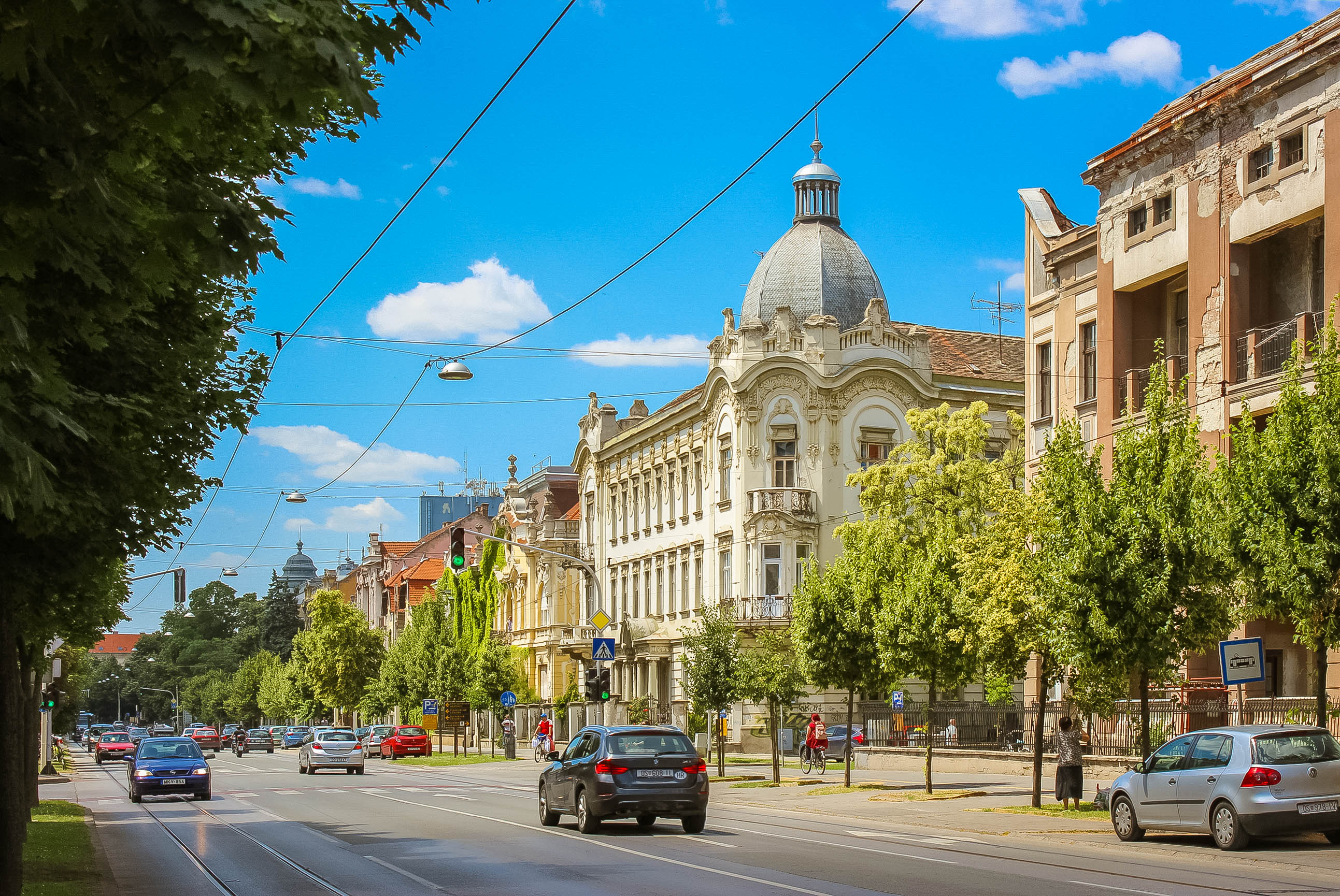
Avenue Europa.
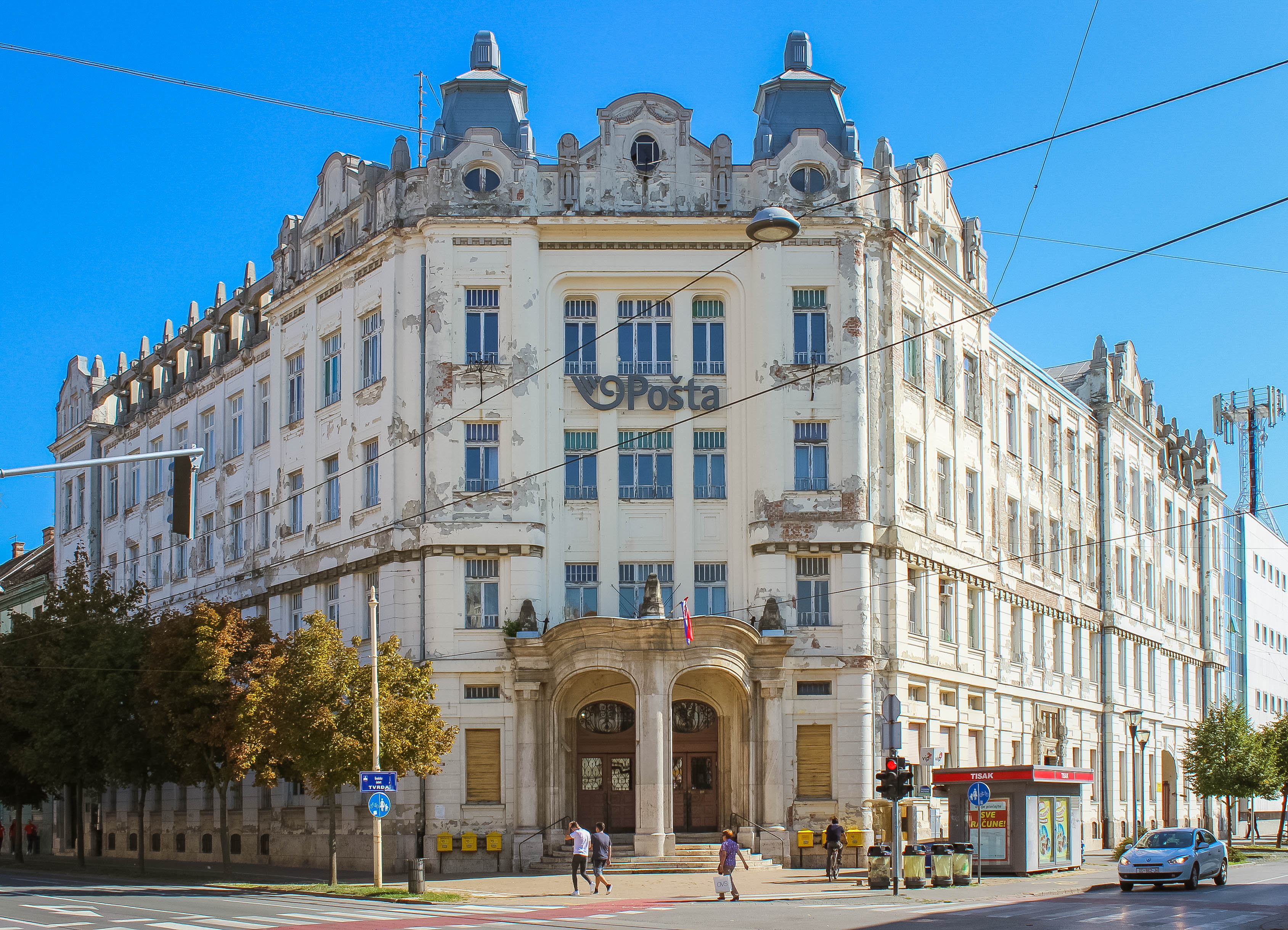
Poste principale.
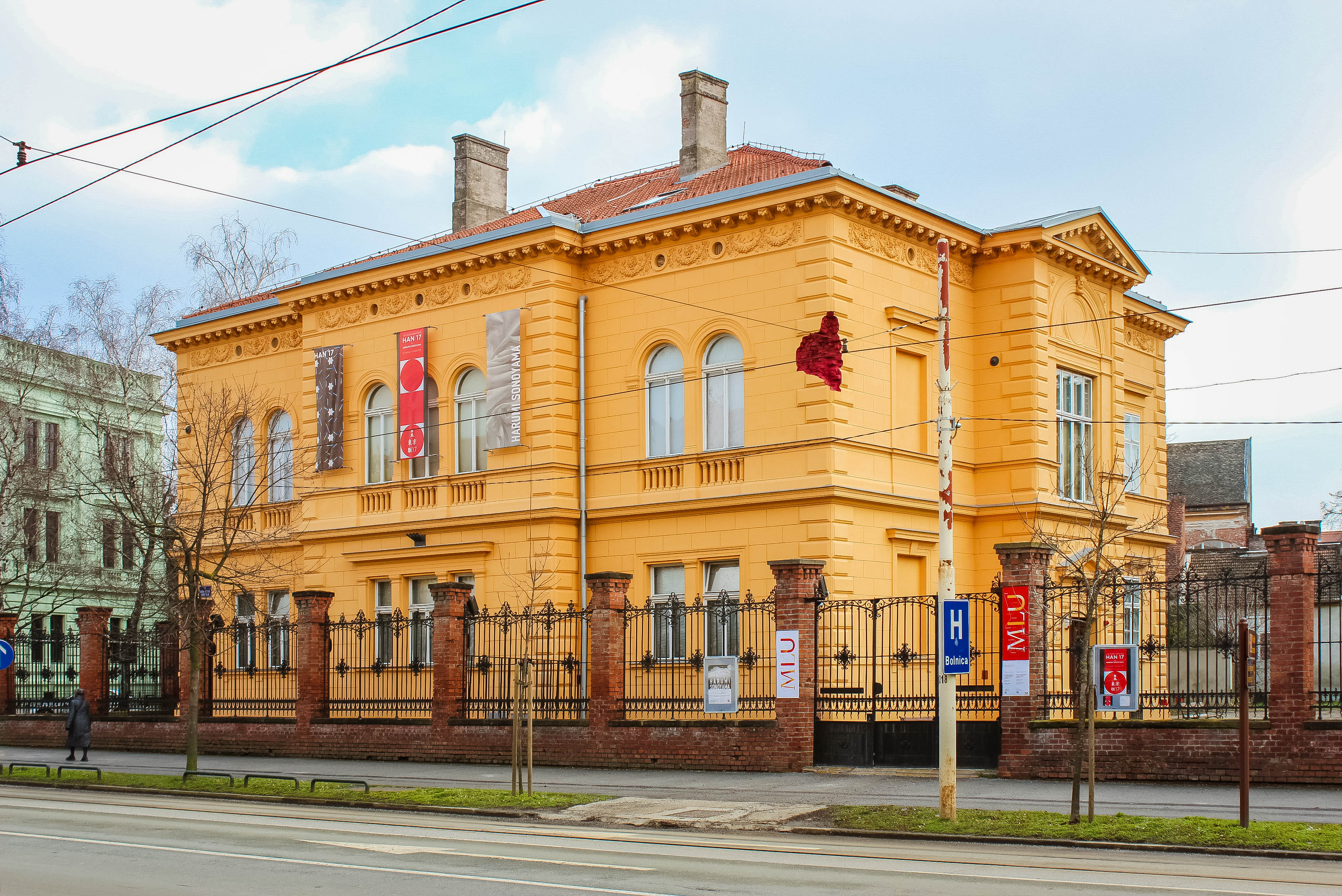
Villa Neumann.
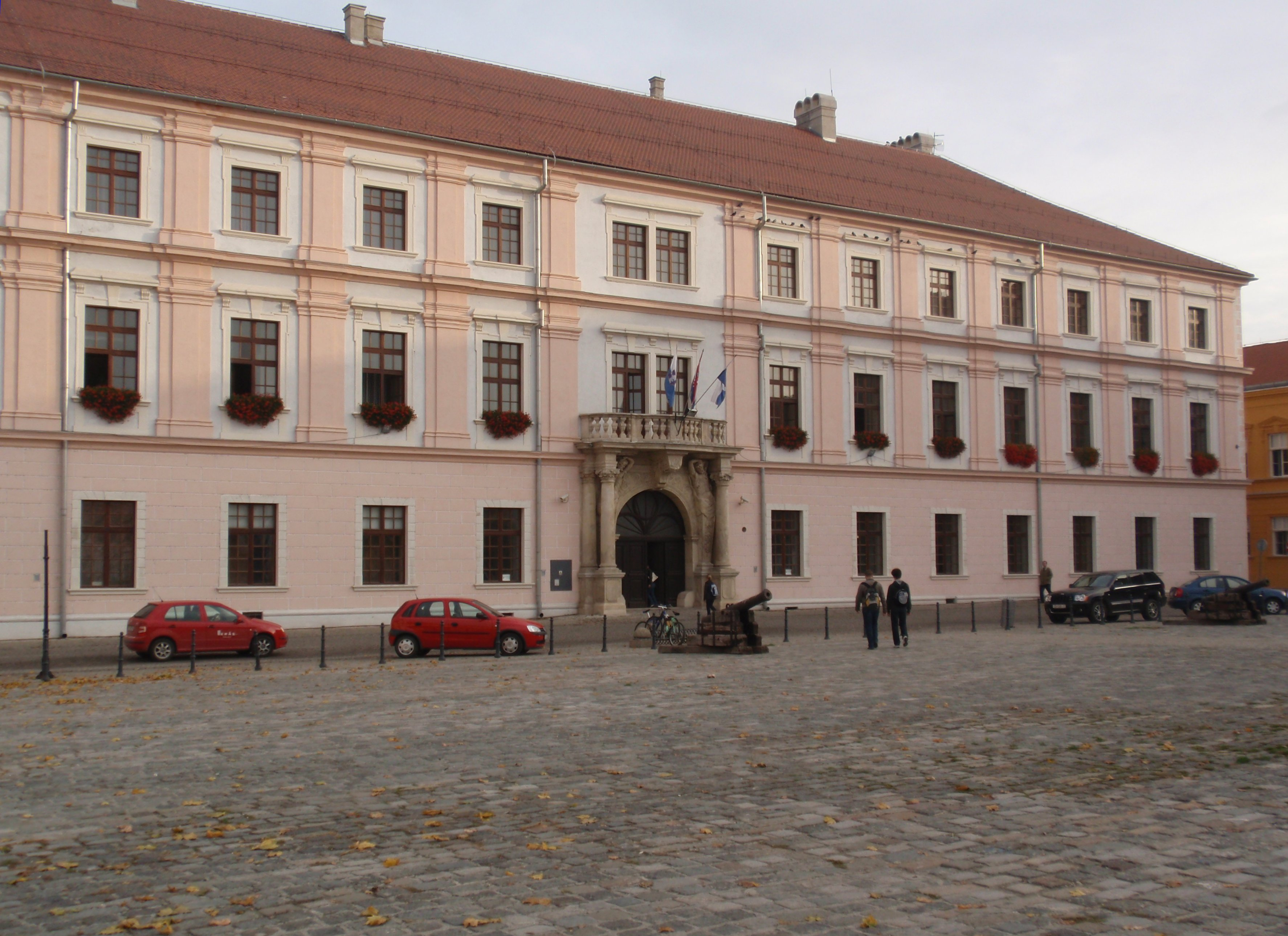
Palais du commandement général de Slavonie.
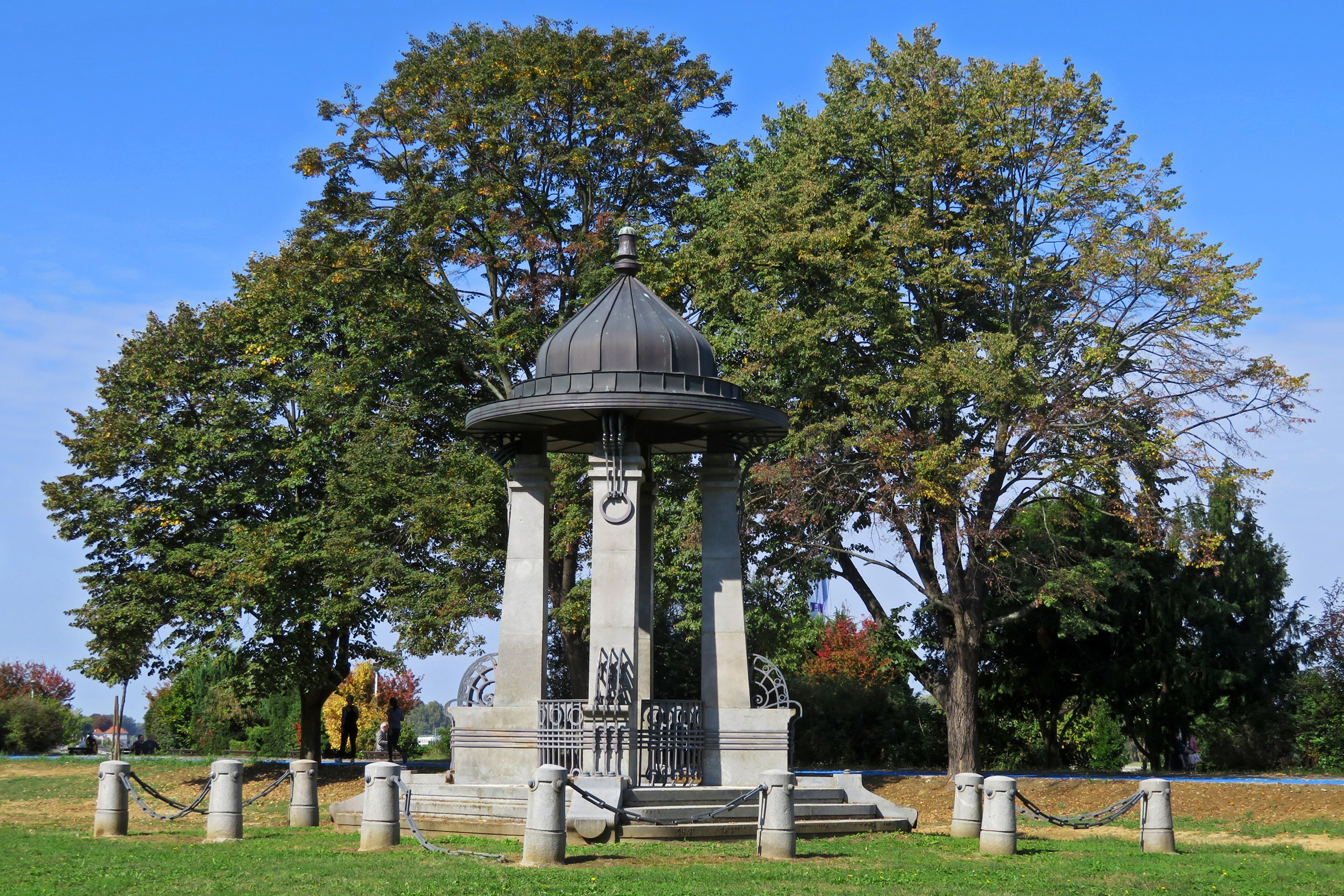
Puits Sécession.
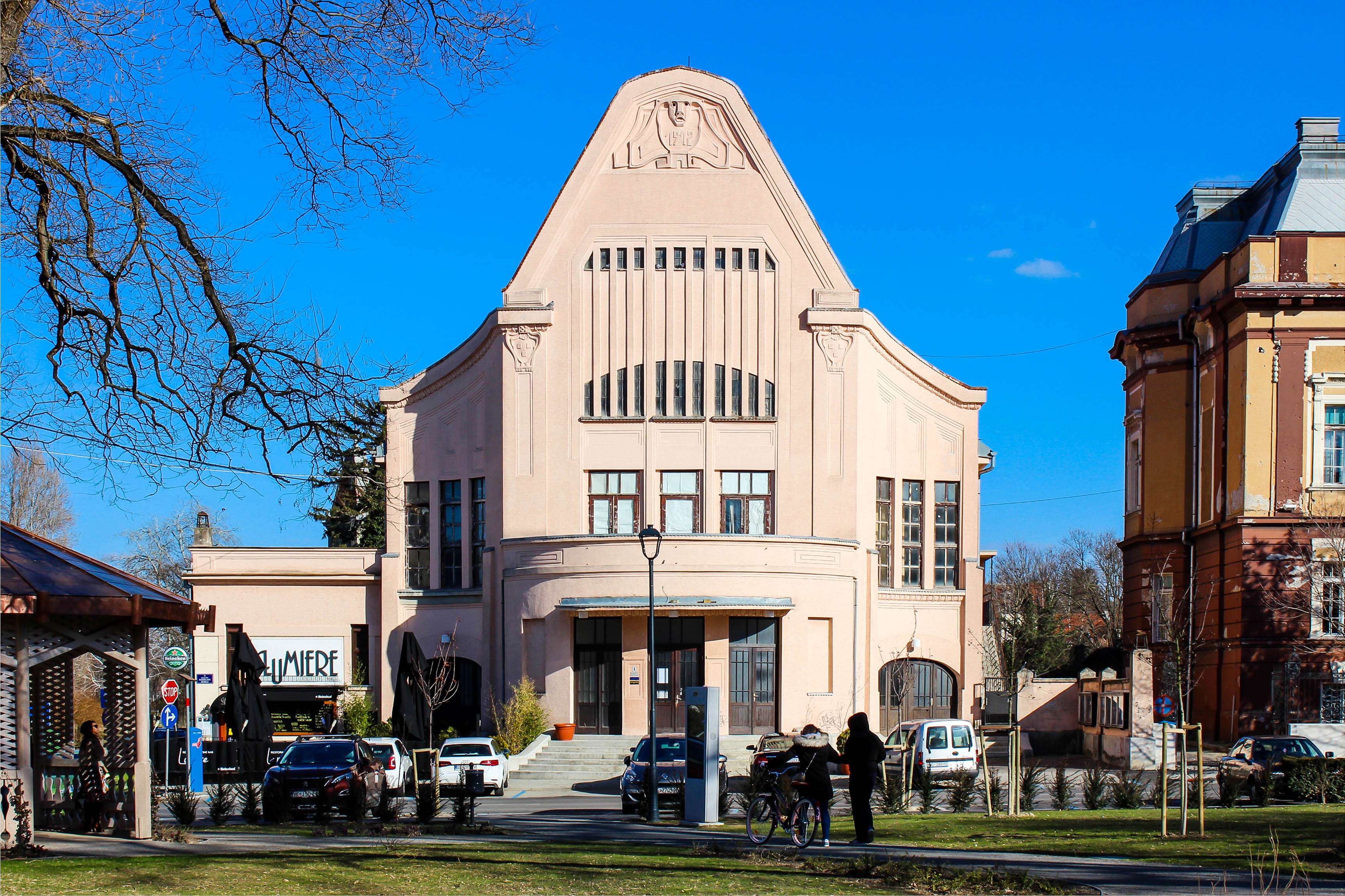
Cinéma Urania.

## Musées
L'architecture d'une partie de la ville relève de la Sécession viennoise (1898-1910).
- Musée de Slavonie (en) (1877)
- Musée des Beaux-Arts d'Osijek (en) (1954)
- Musée archéologique d'Osijek (2007)
- Galerie Waldinger (en), Adolf Waldinger (en) (1843-1904)
- Musée des coquillages et du monde marin, Udruga Gloria Maris

## Climat
| Mois                                             | jan.          | fév.          | mars         | avril        | mai        | juin         | jui.        | août         | sep.         | oct.         | nov.          | déc.          | année                   |
| ------------------------------------------------ | ------------- | ------------- | ------------ | ------------ | ---------- | ------------ | ----------- | ------------ | ------------ | ------------ | ------------- | ------------- | ----------------------- |
| Température minimale moyenne (°C)                | −3,3          | −2,1          | 1,3          | 5,5          | 10,5       | 13,6         | 14,8        | 14,5         | 10,8         | 6,1          | 1,6           | −1,7          | 6                       |
| Température moyenne (°C)                         | −0,2          | 1,8           | 6,4          | 11,2         | 16,7       | 19,7         | 21,3        | 20,8         | 16,5         | 11           | 5,1           | 1,2           | 11                      |
| Température maximale moyenne (°C)                | 3,3           | 6,5           | 12,3         | 17,2         | 22,6       | 25,6         | 27,6        | 27,5         | 23,4         | 17,4         | 9,4           | 4,7           | 16,5                    |
| Record de froid (°C) date du record              | −27,1 31/1987 | −26,4 12/1935 | −21 4/1987   | −6,8 9/2003  | −3 3/1935  | 1 6/1962     | 4,7 10/1948 | 5,1 29/1981  | −1,2 28/1906 | −8,6 30/1920 | −15,7 24/1988 | −23,2 18/1963 | −27,1 31/1/1987         |
| Record de chaleur (°C) date du record            | 19 11/1903    | 23 23/1903    | 26,9 24/1977 | 30,9 24/1968 | 36 12/1968 | 39,6 20/1908 | 40,3 1/1950 | 40,3 24/2012 | 37,4 17/2015 | 30,6 3/2020  | 25,8 16/1963  | 21,3 25/2009  | 40,3 1/7/1950 24/8/2012 |
| Nombre de jours avec gel                         | 9,5           | 10            | 9,7          | 2,4          | 0,1        | 0            | 0           | 0            | 0,1          | 5,1          | 7,9           | 10,9          | 55,6                    |
| Ensoleillement (h)                               | 58,9          | 96,1          | 145,7        | 171          | 217        | 231          | 260,4       | 251,1        | 189          | 142,6        | 69            | 55,8          | 1 887,6                 |
| Précipitations (mm)                              | 41,4          | 35,1          | 40,5         | 51           | 59,2       | 82           | 65,4        | 61,9         | 51           | 56,6         | 61,7          | 49,1          | 654,9                   |
| Nombre de jours avec précipitations              | 11,3          | 10,6          | 11,2         | 13           | 13,3       | 13,4         | 10,6        | 9,9          | 9,4          | 10,5         | 11,7          | 12,3          | 137,2                   |
| dont nombre de jours avec précipitations ≥ 10 mm | 1,1           | 1,1           | 1,1          | 1,4          | 1,8        | 2,8          | 2           | 2,1          | 1,4          | 2            | 1,9           | 1,4           | 20                      |
| Humidité relative (%)                            | 87,5          | 81,9          | 74,1         | 71,3         | 70,1       | 70,9         | 69,6        | 71,8         | 76,2         | 79,2         | 86,1          | 88,5          | 77,3                    |
| Nombre de jours avec neige                       | 10,3          | 7,8           | 2,1          | 0            | 0          | 0            | 0           | 0            | 0            | 0            | 2,2           | 6,5           | 28,9                    |
| Nombre de jours d'orage                          | 0             | 0,1           | 0,4          | 1,8          | 4,5        | 6,3          | 5,5         | 4,8          | 1,8          | 0,8          | 0,2           | 0,1           | 26,4                    |
| Nombre de jours avec brouillard                  | 6,5           | 3,5           | 1,6          | 1,3          | 0,5        | 0,4          | 0,6         | 0,7          | 2,2          | 4,8          | 6,3           | 7,6           | 36,2                    |

| Diagramme climatique                                  |             |             |           |              |            |              |              |            |             |            |             |
| J                                                     | F           | M           | A         | M            | J          | J            | A            | S          | O           | N          | D           |
| 3,3−3,341,4                                           | 6,5−2,135,1 | 12,31,340,5 | 17,25,551 | 22,610,559,2 | 25,613,682 | 27,614,865,4 | 27,514,561,9 | 23,410,851 | 17,46,156,6 | 9,41,661,7 | 4,7−1,749,1 |
| Moyennes : • Temp. maxi et mini °C • Précipitation mm |             |             |           |              |            |              |              |            |             |            |             |

## Population
Avant la guerre de Yougoslavie, les Serbes représentaient quelque 22 % de la population d'Osijek mais n'étaient plus qu'entre 7 000 et 10 000 personnes, soit guère plus de 5 %, en 1995.

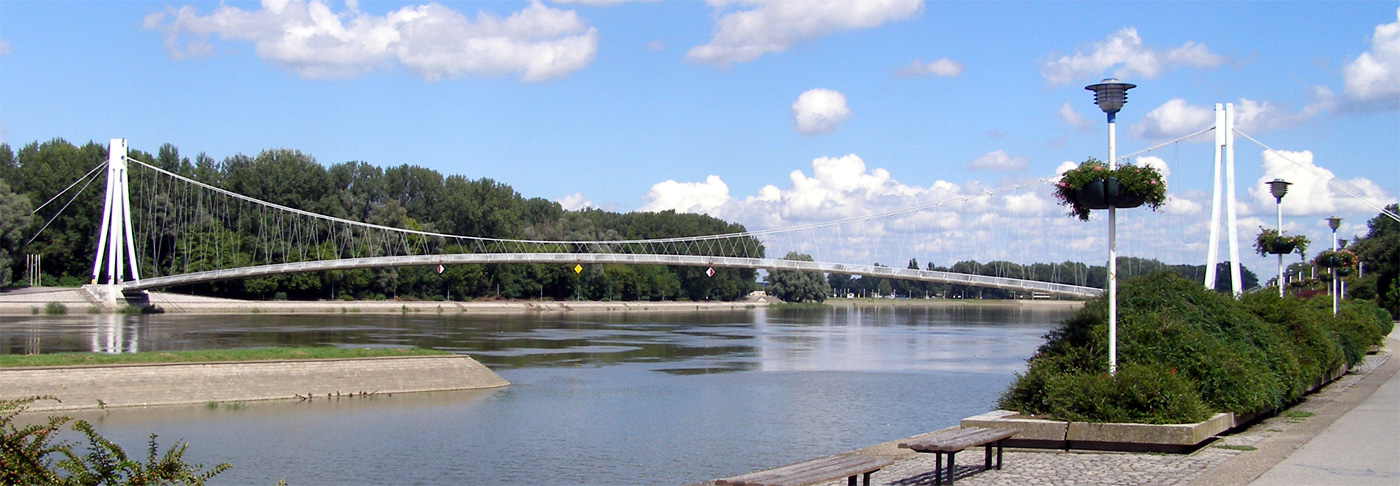
Vue panoramique du pont piétonnier sur la Drave.

## Jumelages
La ville d'Osijek est jumelée avec :
- Pécs (Hongrie) depuis 1973 ;
- Pforzheim (Allemagne) depuis 1994 ;
- Maribor (Slovénie) depuis 1995 ;
- Tuzla (Bosnie-Herzégovine) depuis 1996 ;
- Ploiești (Roumanie) depuis 1996 ;
- Lausanne (Suisse) depuis 1997 ;
- Nitra (Slovaquie) depuis 1997 ;
- Budapest (Hongrie) depuis 2001. Jumelage avec le XIIIe arrondissement de Budapest ;
- Subotica (Serbie) depuis 2004 ;
- Prizren (Kosovo) depuis 2010.

## Localités
La municipalité d'Osijek compte onze localités :
- Brijest
- Briješće
- Josipovac
- Klisa
- Nemetin
- Osijek
- Podravlje
- Sarvaš
- Tenja
- Tvrđavica
- Višnjevac

## Personnalités
- Borivoj Dovniković (1930-2022), caricaturiste, illustrateur et réalisateur de films d'animation yougoslave, puis croate ;
- Branko Lustig (1932-2019), producteur de cinéma américano-croate ;
- Maria Baxa (1946-2019), actrice italo-serbe ;
- Donna Vekić (née à Osijek en 1996), joueuse de tennis.